# Begonia adenodes
Begonia adenodes es una especie de planta de la familia Begoniaceae. Esta begonia es originaria de Sarawak en Malasia. La especie pertenece a la sección  Petermannia; fue descrita en 1954 por el botánico alemán Edgar Irmscher (1887-1968). El epíteto específico es adenodes que se refiere a la presencia de glándulas secretoras.